# Gentianella luteoalba
Gentianella luteoalba är en gentianaväxtart som beskrevs av Glenny. Gentianella luteoalba ingår i släktet gentianellor, och familjen gentianaväxter. Inga underarter finns listade i Catalogue of Life.